# 刘昕生
刘昕生（1955年—），中华人民共和国政治人物、外交官。

## 生平
1986年，毕业于北京大学法律系，进入中华人民共和国外交部工作，先后在外交部国际司、常驻联合国代表团、常驻联合国日内瓦办事处和瑞士其他国际组织代表团任职，曾任外交部涉外安全事务司副司长。2007年9月，出任中华人民共和国驻坦桑尼亚大使兼驻东非共同体大使。2012年7月，出任中华人民共和国驻塞浦路斯大使。2016年6月，自驻塞浦路斯大使离任。